# Manuel Fraga

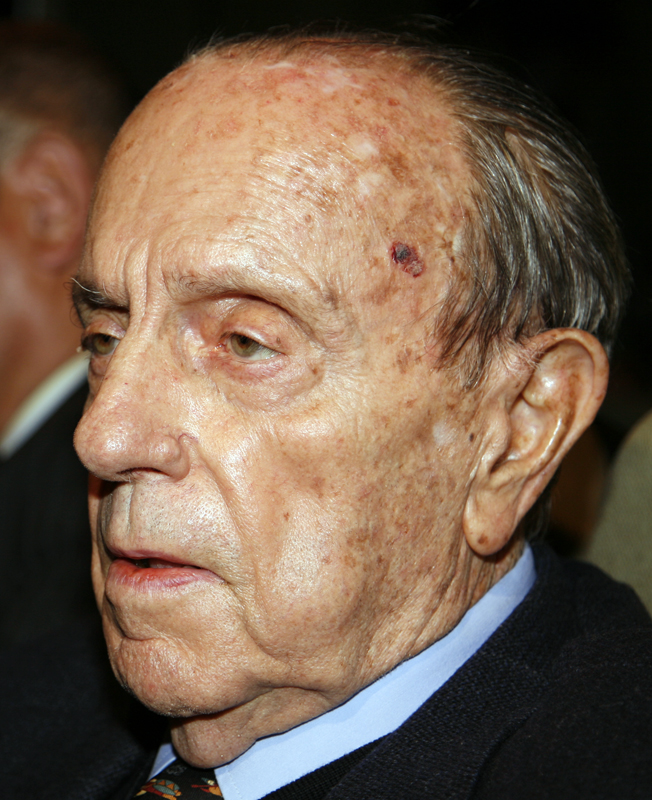
Manuel Fraga Iribarne

Manuel Fraga Iribarne (Vilalba, 23 november 1922 – Madrid, 15 januari 2012) was een Spaans politicus. Hij was senator voor Galicië.
Fraga Iribarne bekleedde hoge posities in de laatste decennia van het franquistische bewind van generaal Francisco Franco, van wie hij een hartstochtelijk aanhanger was. Hij was onder meer minister van voorlichting, en was in die functie verantwoordelijk voor de perscensuur.
Na de dood van de dictator richtte Fraga een politieke partij op om diens erfenis in de nieuwe parlementaire democratie te behouden: de Alianza Popular. Deze partij zou in 1989 opgaan in de centrumrechtse conservatieve Partido Popular, die de herinnering aan Franco weliswaar 'in ere' wil houden en waarvan Fraga later erevoorzitter werd, maar tegelijkertijd voorstander is van christendemocratie. Bij de eerste vrije verkiezingen kregen de AP en de PP echter nauwelijks een voet aan de grond. Dat veranderde pas in 1996 toen de PP aan de macht kwam. 
In 1989 werd de Galiciër Fraga voorzitter van de regionale autoriteit in Galicië, ofwel regio-premier. Onder zijn leiding won de PP ook in 1993, 1997 en 2001 de verkiezingen.
Het onhandige optreden van Fraga en de federale premier José María Aznar bij de ramp in november 2002 met de olietanker Prestige kostte de PP echter veel aanhang onder de vissersbevolking. De tanker, die onder de Galicische kust in moeilijkheden was gekomen, werd tegen alle protesten in weggesleept naar volle zee, waar het schip brak en alsnog zijn zware olie loosde op de kust van Galicië. Ook in de bomaanslagen van 11 maart 2004 op station Atocha van islamistische extremisten ging de PP niet vrij door ten onrechte de Baskische ETA-beweging de schuld te willen geven.
Op 19 mei 2005 werd de partij opnieuw de grootste in het parlement van Galicië, maar de gezamenlijke oppositiepartijen kregen de meerderheid. Daarmee kwam een einde aan de bestuurlijke loopbaan van de laatste minister uit het tijdperk Franco. In zijn regio genoot 'Don Manuel' echter nog groot gezag, en in de laatste jaren van zijn leven vertegenwoordigde hij de streek in de Spaanse Senaat.
- Bibsys: 90889002
- Biblioteca Nacional de España: XX907198
- Bibliothèque nationale de France: cb119941588 (data)
- Catàleg d'autoritats de noms i títols de Catalunya: 981058513214406706
- CiNii: DA07208043
- Gemeinsame Normdatei: 119438305
- International Standard Name Identifier: 0000 0001 1027 5663
- Library of Congress Control Number: n79053989
- Nationale Bibliotheek van Israël: 987007278210405171
- Nationale Bibliotheek van Polen: a0000002233140
- Nederlandse Thesaurus van Auteursnamen: 069283214
- Istituto Centrale per il Catalogo Unico: LO1V043394
- Système universitaire de documentation: 028022505
- Trove: 825886
- Virtual International Authority File: 59092205
- WorldCat: E39PBJmy3f7YJtJXMPydRwD6rq